# Clorotiazida
Clorotiazida (nombre comercial Diuril®) es el nombre del principio activo de un diurético antihipertensivo del grupo de las tiazidas. También se indica para el edema asociado a la insuficiencia cardíaca congestiva.
En administración oral, la clorotiazida se toma uno o dos veces al día. En cuidados intensivos la clorotiazida suele añadirse a la furosemida en pacientes que reciben indicación diurética, porque tienen mecanismos de acción distintos. La clorotiazida puede ser absorbida en el sistema gastrointestinal administrada por sonda nasogástrica.

## Indicación
La clorotiazida se indica como terapia adyuvante en el edema asociado a la insuficiencia cardíaca congestiva, cirrosis hepática y corticosteroides y estrógeno-terapia. También ha sido útil en el edema debido a diversas formas de disfunción renal, tales como: síndrome nefrótico, glomerulonefritis aguda, y la insuficiencia renal crónica.
También está indicada en el tratamiento de la hipertensión arterial, ya sea como agente terapéutico único o para aumentar el efecto de otros fármacos antihipertensivos en las formas más graves de hipertensión.

## Contraindicaciones
La clorotiazida está contraindicada en pacientes con alergia a los componentes del medicamento y en pacientes que presentan anuria

## Farmacología
La clorotiazida se administra en dosis de 500 mg–1 g diarios fragmentados en una o dos tomas. Puede también administrarse como terapia intravenosa para iniciar la terapia con furosemida con el fin de potenciar el efecto de este.